# الجامعة الاتحادية لريو دي جانيرو
الجامعة الاتحادية لريو دي جانيرو (بالإنجليزية: Federal University of Rio de Janeiro)‏ (بالبرتغالية: Universidade Federal do Rio de Janeiro, UFRJ or Universidade do Brasil‏) هي جامعة في ولاية ريو دي جانيرو في البرازيل.
هي أول مؤسسة رسمية للتعليم العالي في البرازيل، تعمل باستمرار منذ عام 1792، عندما تم تأسيس "Real Academia de Artilharia، Fortificação e Desenho" (الأكاديمية الملكية للمدفعية، التحصين والتصميم، مقدمة لمدرسة البوليتكنيك الحالية) شكلت أساسًا لنظام الكليات في البلاد منذ إضفاء الصفة الرسمية عليها في عام 1920. إلى جانب 157 دورة جامعية و 580 دورة دراسات عليا ، فإن UFRJ مسؤول عن سبعة متاحف، وأبرزها المتحف الوطني وتسعة مستشفيات ومئات المعامل ومرافق البحث وثلاث وأربعين مكتبة. يرتبط تاريخها وهويتها ارتباطًا وثيقًا بالطموحات البرازيلية في إقامة مجتمع حديث وتنافسي وعادل.

## وصلات خارجية
- الموقع الرسمي